# Argiope savignyi
Argiope savignyi är en spindelart som beskrevs av Levi 1968. Argiope savignyi ingår i släktet Argiope och familjen hjulspindlar. Inga underarter finns listade i Catalogue of Life.

## Bildgalleri

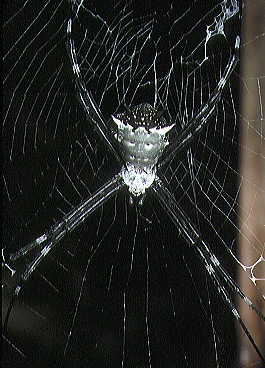